# 中島みゆきConcert「一会」2015〜2016
『中島みゆきConcert「一会」2015〜2016』（なかじまみゆきコンサート いちえ にせんじゅうごからにせんじゅうろく）は、2016年11月16日に発売された中島みゆきのライブビデオ、及びライブアルバム（ -  -LIVE SELECTION-）。

## 解説
2015年11月12日から2016年2月11日にかけて行われたコンサート『「一会」2015〜2016』より収録されている。
前作同様、ライブ・アルバムとライブDVD & BDの収録曲が異なっている。

## 収録曲
- 全作詞/作曲：中島みゆき、全編曲：瀬尾一三

### 映像
1. もう桟橋に灯りは点らない
2. やまねこ
3. ピアニシモ
4. 六花
5. 樹高千丈 落葉帰根
6. 旅人のうた
7. あなた恋していないでしょ
8. ライカM4
9. MEGAMI
10. ベッドルーム
11. 空がある限り
12. 友情
13. 阿檀の木の下で
14. 命の別名
15. Why & No
16. 流星
17. 麦の唄
18. 浅い眠り
19. 夜行
20. ジョークにしないか

### アルバム
1. やまねこ
2. 六花
3. 樹高千丈 落葉帰根
4. 旅人のうた
5. ライカM4
6. MEGAMI
7. 空がある限り
8. 命の別名
9. Why & No
10. 流星
11. 麦の唄
12. 浅い眠り